# Bataille de Vaprio d'Adda (1521)
Pour les articles homonymes, voir Bataille de Vaprio d'Adda.
Sixième guerre d'Italie
La bataille de Vaprio d'Adda est une bataille des guerres d'Italie de 1521-1526 qui s'est déroulée à Vaprio d'Adda en novembre 1521. Elle est motivée par l'héritage du duché de Milan, acquis par les Français par la bataille de Marignan en 1515. Charles V voulait rétablir à Milan les Sforza à la suite de l'alliance conclue avec Le pape Léon X.

## Histoire
À l'été 1521, le pape Léon X excommunie le roi de France pour l'évincer de la Lombardie et lui déclare la guerre. La France a comme alliée la république de Venise. Le commandant des troupes est Odet de Foix soutenus par des mercenaires suisses. 
Les opposants, déployés sur la rive gauche de la rivière Adda, sont commandés par Prospero Colonna secondé par Fernando de Ávalos et Jean des Bandes Noires. Une première tentative des Espagnols de traverser la rivière est immédiatement rejetée. Les français ont ensuite tenté de les encercler en envoyant les forces du condottiere Ugo Pepoli en aval de la cavalerie de Giovanni des Bandes Noires qui finit par retourner la situation et capture Pepoli.  les Espagnols finissent le travail et imposent François II Sforza. La ville de Milan ainsi que Pavie, Lodi et Côme reviennent ainsi aux Sforza.